# Ameivula confusioniba
Espèce
Synonymes
- Cnemidophorus confusionibus Arias, De Carvalho, Rodrigues & Zaher, 2011

Ameivula confusioniba est une espèce de sauriens de la famille des Teiidae.

## Répartition
Cette espèce est endémique du Piauí au Brésil. Elle se rencontre dans la Caatinga.

## Publication originale
- Arias, De Carvalho, Rodrigues & Zaher, 2011 : Two new species of Cnemidophorus (Squamata: Teiidae) from the Caatinga, Northwest Brazil. Zootaxa, no 2787, p. 37–54.